# Bruno Dumont
Bruno Dumont (Bailleul, 14 marzo 1958) è un regista e sceneggiatore francese.

## Biografia
Già professore di filosofia, ha scritto e diretto film quali L'età inquieta (1997), suo esordio per il quale ha vinto il Premio Jean Vigo, L'umanità (1999) e Flandres (2006), entrambi vincitori del Grand Prix Speciale della Giuria al Festival di Cannes.

## Filmografia

### Cinema
- Paris – cortometraggio (1993)
- Marie et Freddy – cortometraggio (1994)
- L'età inquieta (La Vie de Jésus) (1997)
- L'umanità (L'Humanité) (1999)
- Twentynine Palms (2003)
- Flandres (2006)
- Hadewijch (2009)
- Hors Satan (2011)
- Camille Claudel 1915 (2013)
- Ma Loute (2016)
- Jeannette, l'enfance de Jeanne d'Arc (2017)
- Jeanne (2019)
- France (2021)
- L'impero (L'Empire) (2024)

### Televisione
- P'tit Quinquin – miniserie TV, 4 episodi (2014)
- Coincoin et les Z'inhumains – miniserie TV, 4 episodi (2018)

## Riconoscimenti
- Festival di Cannes
  - 1999 – Grand Prix Speciale della Giuria per L'umanità
  - 2006 – Grand Prix Speciale della Giuria per Flandres
  - 2019 – Menzione speciale della Giuria Un Certain Regard per Jeanne
- Festival internazionale del cinema di Berlino
  - 2024 – Orso d'argento Premio della Giuria per L'impero
- Locarno Film Festival
  - 2018 – Pardo d'onore
- Fondation Gan pour le cinéma
  - 1995 – Prix de l'aide à la création per L'età inquieta
- Premio Jean Vigo
  - 1997 – per il lungometraggio L'età inquieta
- Prix de l'Âge d'or
  - 2011 – Prix de l'Âge d'or per Hors Satan
- Prix Saint-Germain
  - 2012 – Prix Saint-Germain per Hors Satan
- Académie française
  - 2018 – Prix du cinéma René Clair
- Premio Louis-Delluc
  - 2019 –Premio Louis-Delluc per Jeanne